# Tô Phi
Tô Phi (chữ Hán: 蘇飛, bính âm: Su Fei) là một viên chỉ huy quân sự thuộc quyền của Lưu Biểu trong thời kỳ Tam Quốc của lịch sử Trung Quốc. Tô Phi là phó tướng của Hoàng Tổ trong trận đánh ở Hạ Khẩu chống lại quân của Tôn Quyền. Trong trận này Tô Phi đã bị bắt và Tôn Quyền định giết Tô Phi là vật tế nhưng Cam Ninh đã năn nỉ Tôn Quyền tha chết vì trước đây Tô Phi đã từng có ân với Cam Ninh. Cuối cùng thì Tôn Quyền đồng ý xá miễn tội chết. Trước đây Tô Phi nhiều lần khuyên Hoàng Tổ trọng dụng Cam Ninh nhưng Hoàng Tổ cho Ninh chỉ là tên cướp biển nên coi khinh không dùng.

## TrongTam Quốc diễn nghĩa
Tam Quốc diễn nghĩa kể lại rằng khi quân Tôn Quyền tấn công vào Hạ Khẩu, Hoàng Tổ vội họp phó tướng lại bàn bạc và sai Tô Phi làm đại tướng, Trần Tựu, Đặng Long làm tiên phong đem hết quân Giang Hạ ra đón đánh. Trong trận này, khi Tô Phi dẫn quân tới bờ sông để tiếp ứng, thì các tướng Đông Ngô đã kéo cả lên bờ. Thế không đương nổi, quân Hoàng Tổ đại bại. Tô Phi bỏ chạy, gặp tướng Đông Ngô là Phan Chương. Hai ngựa kề nhau, chỉ được vài hiệp, Tô Phi bị Chương bắt sống, đem đến nộp Tôn Quyền.
Dọc đường, Tô Phi ở trong xe tù mật sai người cầu cứu Cam Ninh. Khi đại quân về đến Ngô Hội, Tôn Quyền sai đem chém Tô Phi, để lấy đầu Phi và đầu Hoàng Tổ dâng lên tế bố. Cam Ninh vào ra mắt Tôn Quyền xin tha chết cho Tô Phi. Tôn Quyền bèn tha cho Tô Phi.
Sau này Tô Phi bị Thái Sử Từ đánh chết.